# Лентове
Лентове (пол. Łętowe) — село в Польщі, у гміні Мшана-Дольна Лімановського повіту Малопольського воєводства.
Населення — 1184 особи (2011).
У 1975-1998 роках село належало до Новосондецького воєводства.

## Географія
Селом тече річка Лентувка.

## Демографія
Демографічна структура станом на 31 березня 2011 року:
|          | Загалом | Допрацездатний вік | Працездатний вік | Постпрацездатний вік |
| -------- | ------- | ------------------ | ---------------- | -------------------- |
| Чоловіки | 595     | 160                | 373              | 62                   |
| Жінки    | 589     | 149                | 335              | 105                  |
| Разом    | 1184    | 309                | 708              | 167                  |